# Dryopomera innotata
Dryopomera innotata es una especie de coleóptero de la familia Oedemeridae.

## Distribución geográfica
Habita en la Península de Malaca.